# Valentina o la serenidad
Valentina o la serenidad es una película mexicana dramática de 2023, dirigida y escrita por Ángeles Cruz. La segunda película de Cruz se centra en Valentina, una niña de 9 años que enfrenta la muerte accidental de su padre, y fue filmada en Villa de Guadalupe Victoria, en la región mixteca oaxaqueña con el apoyo de FOCINE y del Estímulo a la Creación Audiovisual en México y Centroamérica para Comunidades Indígenas y Afrodescendientes (ECAMC).
Se estrenó en el Festival Internacional de cine de Toronto, en el Festival Internacional de Cine de Morelia y en la 75° Muestra Internacional de Cine de la Cineteca Nacional. La película fue nominada a 3 Premios Ariel en su 66° edición, incluyendo Mejor Guion Original.

## Argumento
Valentina ha perdido a su padre en un accidente en el río. Ante la incomprensión sobre qué ocurrió y en negación a no volver a verlo, la pequeña emprenderá un viaje personal en donde su imaginación será la única guía para descubrir qué hay detrás de esa inesperada y dolorosa pérdida.

## Reparto
- Danae Ahuja Aparicio
- Myriam Bravo
- Alexander Gadiel Mendoza Sánchez

## Producción
La película está basada en la experiencia de duelo de Ángeles Cruz, quien perdió a su papá a los 9 años y escribió el guion durante la pandemia COVID-19.  Fue filmada en el Valle de Guadalupe Victoria, Oaxaca; usa los lenguajes español y mixteco y en su reparto se encuentran miembros de la localidad donde se realizó.

## Premios y reconocimientos
| Año  | Premio                                      | Categoría                                               | Nominaciones         | Resultado |
| ---- | ------------------------------------------- | ------------------------------------------------------- | -------------------- | --------- |
| 2024 | Premio Ariel                                | Mejor Guion Cinematográfico Original                    | Ángeles Cruz         | Pendiente |
| 2024 | Premio Ariel                                | Mejor coactuación femenina                              | Myriam Bravo         | Pendiente |
| 2024 | Premio Ariel                                | Revelación actoral                                      | Danae Ahuja Aparicio | Pendiente |
| 2024 | Festival Internacional de Cine de Cleveland | Mejor Película - Competencia de Narrativa Internacional | Ángeles Cruz         | Nominada  |
| 2024 | Festival Internacional de Cine de Seattle   | Competencia Iberoamericana                              | Ángeles Cruz         | Nominada  |
| 2023 | Festival de Cine Iberoamericano de Huelva   | Colón de Oro - Mejor Película                           | Ángeles Cruz         | Ganadora  |
| 2023 | Festival de Cine Iberoamericano de Huelva   | Mejor Actriz                                            | Myriam Bravo         |           |
| 2023 | Festival Internacional de Cine de Morelia   | Mejor Película - Largometraje                           | Ángeles Cruz         | Nominada  |